# Rottersdorf (Gemeinde Statzendorf)
Rottersdorf ist eine Ortschaft und eine Katastralgemeinde der Gemeinde Statzendorf im Bezirk Sankt Pölten in Niederösterreich. Die Ortschaft hat 204 Einwohner (Stand 1. Jänner 2024).

## Geografie
Am Fladnitzbach gegenüber der Einmündung des Kleinruster Grabens gelegen, bildet das Dorf den südlichsten Teil des Gemeindegebietes. Die Landesstraße L100 war bis zum Bau der Kremser Schnellstraße eine wichtige Verkehrsverbindung von St. Pölten nach Krems an der Donau; in der Ortsmitte kreuzt sie die L111. Zur Ortschaft zählt weiters die direkt an Weidling grenzende Siedlung Rottersdorf, die auch Gartensiedlung genannt wird. Erwähnenswert sind auch die Berge Großer Kölbling (350 m ü. A.) und Hoher Kölbling (345 m ü. A.) im Osten.

## Geschichte
Das ursprünglich zweizeilige Straßendorf wuchs durch die im Osten vorüberführende Hauptstraße im frühen 20. Jahrhundert um eine weitere Häuserzeile. Laut Adressbuch von Österreich waren im Jahr 1938 in Rottersdorf eine Milchgenossenschaft und einige Landwirte mit Ab-Hof-Verkauf ansässig.

## Sehenswertes
- Filialkirche Rottersdorf, einschiffige Kirche mit romanischem Kern, zwischen 1112 und 1121 Pfarre
- Kellerweg, mit 17 überwiegend traufständigen Einzelgebäuden, nach Nordosten führend